# 山口佐喜雄
山口 佐喜雄（やまぐち さきお、1902年2月13日 - 1945年ころ）は、日本の俳優である。山口 佐喜男ともクレジットされた。伊藤大輔、稲垣浩、山中貞雄、滝沢英輔らの作品の脇役俳優である。

## 人物・来歴
1902年（明治35年）2月13日、京都府京都市に生まれる。大阪市の今宮尋常小学校（現在の大阪市立今宮小学校）を卒業する。
1926年（大正15年）、日活大将軍撮影所に入社、大部屋俳優となる。1927年（昭和2年）12月、同撮影所の時代劇部が新設の日活太秦撮影所（のちの大映京都撮影所）に移転、翌1928年（昭和3年）5月31日に公開された、高橋寿康監督の『享保借春賦』で役がつき、クレジットされた。1934年（昭和9年）には同撮影所が日活京都撮影所と改称、引き続き所属した。
1937年（昭和12年）、大河内傳次郎らとともにゼー・オースタヂオ（のちの東宝映画京都撮影所）に移籍、同年8月11日公開された直木三十五原作、並木鏡太郎監督の『南国太平記』に出演する。同年9月10日、同社が他の3社との合併により東宝映画を設立した以降は、ひきつづき東宝映画に所属し、同社東京撮影所（現在の東宝スタジオ）作品にも出演した。
1943年（昭和18年）1月3日に公開された長谷川一夫主演の『伊那の勘太郎』に出演しているが、同作以降の活動記録は不明である。正確な没年月日は不明であるが、1945年（昭和20年）までの太平洋戦争の戦時中に病気により、死去した。満年齢40代前半の没。

## フィルモグラフィ
すべて出演作である。

### 日活太秦撮影所
- 『享保借春賦』 : 監督高橋寿康、主演尾上多見太郎、1928年5月31日公開 - 役・品川半二
- 『英傑秀吉』 : 監督池田富保、主演山本嘉一、1929年3月31日公開 - 役・森三左右衛門
- 『殉教血史 日本二十六聖人』 : 監督池田富保、主演山本嘉一、1931年10月1日公開 - 役・泥酔武士千田束馬
- 『御誂次郎吉格子』 : 監督伊藤大輔、原作吉川英治、主演大河内傳次郎、1931年12月31日公開 - 役・やっちょろ丑
- 『明治元年』 : 監督・原作・脚本伊藤大輔、主演山本嘉一、1932年5月13日公開 - 役・猪熊鉄十
- 『薩摩飛脚 東海篇』 : 監督伊藤大輔、原作大佛次郎、主演大河内傳次郎、1932年9月15日公開 - 役・小松武太郎
- 『時代の驕児』 : 監督稲垣浩、原作・脚本山上伊太郎、主演片岡千恵蔵、片岡千恵蔵プロダクション、1932年12月22日公開 - 役・乾分長吉
- 『万太郎暴風雨』 : 監督辻吉朗、原作長谷川伸、主演大谷日出夫、1933年3月15日公開 - 役・野田安兵衛
- 『薩摩飛脚 剣光愛欲篇』 : 監督・脚本山中貞雄、原作大佛次郎、主演大河内傳次郎、1933年4月13日公開 - 役・小松武太郎
- 『三万両五十三次 京洛解決篇』 : 監督清瀬英次郎、原作野村胡堂、主演大河内傳次郎、1933年7月13日公開 - 役・今宮八郎
- 『月形半平太』 : 監督伊藤大輔、原作行友李風、主演大河内傳次郎、1933年8月31日公開 - 役・岡崎幸蔵
- 『武士道くづれ雁』 : 監督荒井良平、原作子母沢寛、主演沢田清、1933年10月26日公開 - 役・江戸屋清兵衛
- 『女人曼陀羅 第一篇』 : 監督・脚本伊藤大輔、原作吉川英治、主演大河内傳次郎、1933年12月31日公開 - 役・蟇吉
- 『女人曼陀羅 第二篇』 : 監督・脚本伊藤大輔、原作吉川英治、主演大河内傳次郎、1934年1月14日公開 - 役・蟇吉
- 『丹下左膳 剣戟の巻』 : 監督伊藤大輔、原作林不忘、主演大河内傳次郎、1934年3月29日公開 - 役・一ノ瀬
- 『定九郎小僧』 : 監督久見田喬次（久見田喬二）、原作子母沢寛、脚本比佐芳武、主演杉山昌三九、1934年4月19日公開 - 「山口佐喜男」名でクレジット、役・関鉄之助

### 日活京都撮影所
- 『修羅道春秋 前篇』 : 監督辻吉朗、原作三上於菟吉、主演沢田清、1934年5月10日公開 - 役・本間照次
- 『忠臣蔵 刃傷篇 復讐篇』 : 監督伊藤大輔、原作・脚色・応援監督伊丹万作、応援監督尾崎純、主演大河内傳次郎、1934年5月17日公開 - 役・寝ている侍
- 『へり下りの利七』 : 監督尾崎純、原作白井喬二、脚本山中貞雄、主演雲井竜之介、1934年8月8日公開 - 役・土手の政五郎
- 『流星』 : 監督・脚本西原孝、原作子母沢寛、主演沢田清、1934年9月24日公開 - 「山口佐喜男」名でクレジット、役・安東孝之亟
- 『半次ざんげ録』 : 監督尾崎純、原作子母沢寛、主演藤川三之祐、日活、1934年日公開 - 役・春島栄五郎（ぐれ旗本）
- 『修羅道春秋 後篇』 : 監督辻吉朗、原作三上於菟吉、主演沢田清、1934年日公開 - 役・本間照次
- 『新選組 前後篇』 : 監督・原作・脚本稲垣浩、共同脚本三村伸太郎、主演大河内傳次郎、1934年12月31日公開（初のトーキー出演）
- 『水戸黄門 密書の巻』 : 監督荒井良平、原作大佛次郎、脚本山中貞雄、主演大河内傳次郎、1935年1月15日公開 - 役・秋山耕之進
- 『水戸黄門 血刃の巻』 : 監督荒井良平、原作大佛次郎、脚本山中貞雄、主演大河内傳次郎、1935年4月3日公開 - 役・秋山耕之進
- 『小鼓兄弟』 : 監督菅沼完二、主演山本礼三郎、1935年4月25日公開 - 役・勤王党首領
- 『富士の白雪』 : 監督・原案稲垣浩、脚色梶原金八、主演大河内傳次郎、1935年5月15日公開 - 役・駿河屋藤兵衛（親分）
- 『お洒落旗本』 : 監督辻吉郎、主演澤村國太郎、1935年6月8日公開 - 役・座光寺源二郎
- 『関の弥太ッぺ』 : 監督稲垣浩 / 山中貞雄、原作長谷川伸、潤色梶原金八、脚本三村伸太郎、主演大河内傳次郎、1935年7月14日公開 - 役・湯村の磯五郎
- 『大菩薩峠 第一篇 甲源一刀流の巻』 : 監督・脚本稲垣浩、応援監督山中貞雄 / 荒井良平、原作中里介山、脚本三村伸太郎 / 武田寅男、主演大河内傳次郎、1935年11月15日公開 - 役・新徴組加藤主税
- 『海鳴り街道』 : 監督山中貞雄、原作三村伸太郎、脚本梶原金八、主演大河内傳次郎、1936年8月14日公開 - 役・代官三村甚左衛門
- 『お祭り佐七』 : 監督・脚本池田富保、主演尾上菊太郎、1936年9月1日公開 - 役・用心棒三木内左門
- 『栗山大膳』 : 監督・脚本池田富保、原作・構成三村伸太郎、主演大河内傳次郎、1936年11月12日公開 - 役・宮野清四郎
- 『丹下左膳 日光の巻』 : 監督渡辺邦男、原作林不忘、脚本山上伊太郎、主演大河内傳次郎、1936年12月31日公開 - 「山口佐喜男」名でクレジット、役・髭の門弟
- 『大岡政談 海賊船』 : 監督益田晴夫、脚本京都伸夫、主演尾上菊太郎、1937年2月11日公開 - 役・海坊主

### 東宝映画
- 『南国太平記』 : 監督並木鏡太郎、原作直木三十五、脚色三村伸太郎、主演大河内傳次郎、ゼー・オースタヂオ、1937年8月11日公開 - 役・岩城重兵衛
- 『血路』 : 監督・原作・脚本渡辺邦男、主演大河内傳次郎、東宝映画京都撮影所、1937年10月31日公開 - 役・梅兵泰次郎
- 『愛憎秘刃録』 : 監督・脚本外山凡平、原作三上於菟吉、主演海江田譲二、東宝映画京都撮影所、1938年6月1日公開 - 役・藤川吉之祐
- 『清水の次郎長』 : 監督萩原遼、原作小島政二郎、脚色八住利雄、主演大河内傳次郎、東宝映画東京撮影所、1938年9月17日公開 - 役・大和田の友蔵
- 『武道千一夜』 : 監督滝沢英輔、脚本三村伸太郎、主演大河内傳次郎、東宝映画東京撮影所、1938年12月11日公開 - 「山口佐喜男」名でクレジット、役・多々羅善右衛門
- 『浪人吹雪』[1] : 監督近藤勝彦、原作吉川英治、脚本小林正、主演長谷川一夫、東宝映画東京撮影所、1939年1月11日公開
- 『忠臣蔵 前篇』 : 監督滝沢英輔、脚本三村伸太郎、主演大河内傳次郎、東宝映画東京撮影所、1939年4月21日公開 - 役・田川九右衛門
- 『忠臣蔵 後篇』 : 監督山本嘉次郎、脚本三村伸太郎、主演大河内傳次郎、東宝映画東京撮影所、1939年4月21日公開 - 役・田川九右衛門
- 『風流浮世床』[1] : 監督・脚本岡田敬、主演徳川夢声、東宝映画東京撮影所、1939年7月22日公開
- 『越後獅子祭』[1] : 監督渡辺邦男、原作長谷川伸、脚色三村伸太郎、主演長谷川一夫、東宝映画東京撮影所、1939年8月20日公開
- 『新篇 丹下左膳 隻眼の巻』 : 監督中川信夫、原作川口松太郎、主演大河内傳次郎、東宝映画東京撮影所、1939年12月20日公開 - 役・木下新太郎
- 『嵐に咲く花』 : 監督萩原遼、原作木村毅、脚本山崎謙太、主演大河内傳次郎、東宝映画京都撮影所、1940年7月3日公開 - 役・金八の子分弥八
- 『維新前夜』[1] : 監督・脚本渡辺邦男、原作貴司山治、主演江川宇礼雄、大宝映画、1941年7月23日公開
- 『伊那の勘太郎』 : 監督滝沢英輔、脚本三村伸太郎 / 八住利雄、主演長谷川一夫、東宝映画、1943年1月3日公開 - 役・浪人

## 註
1. 1 2 3 4 5 6 7 8 9  『日本映画俳優全集・男優編』、キネマ旬報社、1980年、p.604.
2. 1 2  Sakio Yamaguchi , Internet Movie Database （英語）, 2010年7月19日閲覧。
3. 1 2 3 4 5 6 7 8 9  山口佐喜男 / 山口佐喜雄、日本映画データベース、2010年7月19日閲覧。
4. ↑  東京地判 平成20(ワ)6849 損害賠償請求事件 著作権 民事訴訟、最高裁判所、2010年7月20日閲覧。